# Ретроградный Меркурий
Ретроградный Меркурий (от лат. retrogradus — «отступающий», «идущий назад») — астрономическое явление, при котором возникает иллюзия движения планеты Меркурия в обратном направлении. Это происходит из-за внутреннего положения орбиты Меркурия относительно орбиты Земли и их орбитального движения вокруг Солнца. Данное явление не имеет отношения к ретроградному движению и связано исключительно с особенностями проекции видимого положения Меркурия на небесную сферу Земли. Явление ретроградного Меркурия — повторяющееся. В среднем в течение одного года случается около трёх таких положений планеты, каждое длится приблизительно три недели.

## Суть явления
Угловая скорость орбитального движения Меркурия в 4,14 раз больше угловой скорости орбитального движения Земли, а средний диаметр орбиты примерно в 3 раза меньше. Меркурий, как и Венера, являются внутренними планетами и вблизи нижнего соединения для земного наблюдателя не видны (обращены к Земле неосвещённой стороной). Меркурий расположен близко к Солнцу и невооружённым глазом становится виден лишь вблизи восточной элонгации. В этот период Меркурий с точки зрения земного наблюдателя удаляется от Солнца на восток, и скорость этого движения ниже (из угловой скорости орбитального движения Меркурия вычитается угловая скорость движения Земли). Однако после прохождения планетой точки элонгации угловое расстояние между Меркурием и Солнцем начинает уменьшаться, что для земного наблюдателя воспринимается как движение Меркурия на запад, то есть, в обратном направлении. По причине высокой угловой скорости орбитального движения Меркурия, которая теперь суммируется с угловой скоростью орбитального движения Земли (для земного наблюдателя это угловая скорость годичного движения Солнца), видимое «ретроградное» движение Меркурия происходит достаточно быстро. Аналогичное движение можно наблюдать у Венеры, однако оно происходит значительно медленнее.

## Влияние на человека и астрология
В астрологии существует предположение, что «ретроградный Меркурий» негативно влияет на жизнедеятельность человека. По мнению астрологов, Меркурий отвечает за множество жизненных сфер, и они выходят из-под контроля, когда планета вступает в ретроградный период.
Однако, с научной точки зрения, «ретроградный Меркурий» является лишь оптической иллюзией при наблюдении с Земли. 
Влияние «ретроградного Меркурия» на людей никогда не было доказано. Все экспериментальные проверки заканчивались отрицательным результатом. Ученые считают подобные заявления псевдонаучными, а астрологию в целом — лженаукой. Например, Жан-Люк Марго, планетарный астроном и профессор UCLA, высказывал мнение: «Идея о том, что гравитация от этих очень далеких тел каким-то образом влияет на нашу жизнь, просто не работает в рамках физики». 